# CONCACAF Cup
Niet te verwarren met de CONCACAF Gold Cup.
De CONCACAF Cup (Spaans: Copa Concacaf) is een voetbaltoernooi dat wordt georganiseerd door de Noord- en Centraal-Amerikaanse en Caraïbische voetbalbond. De winnaars van de twee meest recente CONCACAF Gold Cups strijden in dit toernooi tegen elkaar om deelname aan de FIFA Confederations Cup. Op het moment dat hetzelfde land beide meest recente Gold Cups wint zal die zich rechtstreeks plaatsen voor de Confederations Cup. Het eerste toernooi, en tot nu toe enige toernooi, vond plaats in de Verenigde Staten. Dat toernooi, in 2015, werd gespeeld in het stadion Rose Bowl, Pasadena. Dit stadion werd al eerder gebruikt voor internationale toernooi. Mexico won de wedstrijd en mocht zich daarmee de eerste kampioen van de CONCACAF Cup noemen.
Het eerstvolgende toernooi zou aanvankelijk in 2019 worden gespeeld, de Verenigde Staten had zich daarvoor al gekwalificeerd, maar toen de Confederations Cup werd stopgezet was dit toernooi ook niet meer nodig.

## Overzicht
| Jaar         | Gastland (stad)             | Winnaar | Uitslag | Tweede           | Deelnemers                    | Confederations Cup |
| ------------ | --------------------------- | ------- | ------- | ---------------- | ----------------------------- | ------------------ |
| 2015 Details | Verenigde Staten (Pasadena) | Mexico  | 3 – 2   | Verenigde Staten | Winnaar Gold Cup 2013: USA    | 2017 (Rusland)     |
| 2015 Details | Verenigde Staten (Pasadena) | Mexico  | 3 – 2   | Verenigde Staten | Winnaar Gold Cup 2015: Mexico | 2017 (Rusland)     |